# مويسيس كاندالاريو
مويسيس كاندالاريو هو لاعب كرة قدم إكوادوري في مركز الوسط، ولد في 24 يوليو 1978 في غواياكيل في الإكوادور. شارك مع منتخب الإكوادور لكرة القدم. أما مع النوادي، فقد لعب مع إل. دي. يو. كيتو ونادي إيميلك ونادي برشلونة ونادي بورتوفيخو ونادي ديبورتيفو إل ناسيونال.

## وصلات خارجية
- مويسيس كاندالاريو على موقع قاعدة بيانات كرة القدم.إي يو (الإنجليزية)
- مويسيس كاندالاريو على موقع ناشيونال فوتبول تيمز (الإنجليزية)
- مويسيس كاندالاريو على موقع Soccerway.com (الإنجليزية)